# Cyphomyrmex plaumanni
Cyphomyrmex plaumanni é uma espécie de inseto do gênero Cyphomyrmex, pertencente à família Formicidae.

## Distribuição
Foram apenas encontradas na região sudeste do Brasil. 